# Masia al carrer Sant Sebastià
La Masia al carrer Sant Sebastià és una obra de Badalona protegida com a Bé Cultural d'Interès Local.

## Descripció
Masia del segle xviii de planta baixa i un pis. Actualment es troba en un estat ruïnós. La façana principal al carrer Sant Sebastià intenta mantenir una simetria amb dues finestres amb baranes de ferro al pis, i dues portes a diferent nivell a la planta baixa. La teulada era de dos vessants. El ràfec és tradicional amb tortugada realitzada amb teules àrabs.

## Història
El carrer Sant Sebastià defineix l'estructura inicial de Dant la Vila a partir del teatre romà. Es va formar al segle xviii a conseqüència del creixement del nucli antic i va ser ocupat, en un primer moment, per masies al costat muntanya. Posteriorment es van anar ocupant els espais amb altres construccions.